# Bahnhof Allersberg (Rothsee)
Bahnhof Allersberg (Rothsee) vasútállomás Németországban, Bajorország tartományban, Allersberg településen. Az állomásnak négy vágánya van, melyből kettő átmenő, kettő pedig peronnal rendelkezik. Mellette nagyméretű P+R parkoló található.

## Vasútvonalak
Az állomást az alábbi vasútvonalak érintik:
- Nuremberg–Ingolstadt high speed railway

## Kapcsolódó állomások
A vasútállomáshoz az alábbi állomások vannak a legközelebb: 
- Nuremberg Reichswald (Nürnberg Hauptbahnhof, Nuremberg–Ingolstadt high speed railway)
- Bahnhof Kinding (Bahnhof Ingolstadt Nord, Nuremberg–Ingolstadt high speed railway)

## Forgalom
| Vonatnem | VGN útvonal | Útvonal                                                                  | Gyakoriság                                     |
| -------- | ----------- | ------------------------------------------------------------------------ | ---------------------------------------------- |
| RE       | R9          | München-Nürnberg-Express: Nürnberg – Allersberg – Ingolstadt (– München) | 120 percenként Hétvégén: részben 60 percenként |
| RB       | R9          | Allersberg-Express: Nürnberg – Allersberg                                | bizonyos vonatok                               |